# Guild Wars Nightfall
Guild Wars Nightfall è un videogioco MMORPG, il terzo capitolo della saga Guild Wars, pubblicato nel 2006 per Windows dalla NCsoft Corporation. In questo nuovo regno chiamato Elona troviamo diverse migliorie apportate al gioco, oltre alle nuove professioni, nuove armi, nuove armature.

## Modalità di gioco
Nightfall è una continuazione della serie di Guild Wars e quindi segue gli stessi principi di gioco. Guild Wars nelle versioni precedenti ha tentato un connubio tra il gameplay PvE ("Player versur Environment", ovvero Giocatore contro Ambiente) e PvP ("Player versus Player", ovvero Giocatore contro Giocatore), iniziando con il PvP come fine logico per la campagna di Prophecies e il PvP eventualmente intercalato durante il gioco di Factions. Nightfall si allontana da questo dato che la trama è più focalizzata sul PvE rispetto alle campagne precedenti.

## Novità
Vengono introdotte due nuove professioniː 
- il derviscio: guerriero religioso armato di una grossa falce che si getta in battaglia come una trottola, causando danni a tutti i nemici nelle vicinanze grazie alla lama che fa ruotare ad altissima velocità; i dervisci sono anche dei guaritori che possono curare sé stessi e i loro compagni;[1]
- il paragon: rimane distaccato in battaglia, preferendo attaccare i nemici a distanza scagliando, con una mira impeccabile la sua devastante lancia; i paragon utilizzano Gridi (magie dirette, es. creare uno scudo), Canti (associati ad un'azioneː es. guarire un alleato quando usa una particolare abilità) ed Echi (incantesi che vengono attivati quando un Grido o un Canto termina).[1]

Inoltre, vengono introdotti nuovi mostri e creature ispirati alla mitologia africana, ad esempio il Boarilla (un mistro tra un cinghiale e un gorilla) e il Grifone.
Le armature possono essere personalizzate tramite insegne (oltre alle rune), mentre le armi vengono personalizzate tramite incisioni (oltre ad impugnature, corde, etc.). Gli strumenti di riciclaggio ora sono molto più efficienti visto che permettono di scegliere quale potenziamento dell'arma o armatura salvare.
Stessa cosa per il sistema delle tinture: una nuova interfaccia ci mostra un'anteprima del colore finale che andremo ad ottenere mescolando le varie fiale.
Per quanto riguarda il PVE è da segnalare il fatto che per accedere alle missioni cooperative e proseguire con la storia è obbligatorio raggiungere un certo livello: oltre a quello da 1 a 20 abbiamo anche i Gradi della lancia del sole comparabili ai gradi militari (ad esempio Capitano, Colonnello, Generale, etc.).
Altra novità interessante sono gli Eroi: una versione potenziata dei seguaci. Gli Eroi possono essere attrezzati con le  migliori armi in nostro possesso (anche armi uniche) e utilizzeranno una build creata da noi che comprende anche skill élite.
Tutte le build possono ora essere salvate e caricate per un settaggio pre-missione veramente rapido.
Assieme alla build vengono caricati gli attributi.

## Accoglienza
| Testata                           | Giudizio |
| --------------------------------- | -------- |
| GameRankings (media al 13-9-2012) | 84,20%   |
| Metacritic (media al 13-9-2012)   | 84/100   |
| Eurogamer                         | 7/10     |
| Everyeye.it                       | 9/10     |
| GameSpot                          | 8,2/10   |
| GameSpy                           | 4/5      |
| IGN                               | 8,4/10   |

Le recensioni aggregate di Guild Wars Nightfall sul sito Metacritic hanno assegnato al videogioco un punteggio medio di 84/100 (basato su 30 recensioni di critici professionisti), mentre ha ricevuto una valutazione dell'84,20% su GameRankings.
Il giornale online italiano Everyeye.it ha definito Nightfall un "must have" per tutti gli appassionati di mondi online, ed un ottimo punto di partenza per i neofiti che vogliano avvicinarvisi: